# Nick Bollettieri
Nicholas James Bollettieri ( Pelham, Nueva York; 31 de julio de 1931-Bradenton,Florida; 4 de diciembre de 2022) fue un afamado entrenador de tenis estadounidense. Fue pionero en el concepto de un internado de tenis y ayudó a desarrollar a muchos tenistas destacados durante las últimas décadas, incluidos Andre Agassi, Jim Courier, Monica Seles y Mary Pierce. También trabajó con jugadores como Maria Sharapova, Daniela Hantuchová, Jelena Janković, Nicole Vaidišová, Sabine Lisicki, Sara Errani, Tommy Haas, Max Mirnyi, Xavier Malisse, las hermanas Venus y Serena Williams, Martina Hingis, Anna Kournikova, Marcelo Ríos y Kei Nishikori. Bollettieri también fue entrenador de gira, la última vez que estuvo para y con Boris Becker durante un lapso de dos años.
Bollettieri fue mencionado o perfilado en varias series de televisión y documentales, incluido el documental de Jason Kohn Love Means Zero , que se estrenó en el 42 ° Festival Internacional de Cine de Toronto el 9 de septiembre del 2017.

## Biografía
Nacido en el poblado de Pelham, Nueva York, de padres inmigrantes italianos, Nick Bollettieri asistió a la escuela secundaria Pelham Memorial. Fue miembro fundador del Capítulo Beta Lambda de la Fraternidad Omega Gamma Delta y se graduó en 1949. En 1953, se graduó de Spring Hill College en Alabama, Alabama con una licenciatura en filosofía. Después de servir en el Ejército de los Estados Unidos, alcanzando el rango de primer teniente, en 1956 se dedicó a la enseñanza del tenis tras abandonar la Facultad de Derecho de la Universidad de Miami. Los primeros alumnos de Bollettieri incluyeron a Brian Gottfried. Su primer campamento de tenis formal fue en Wayland Academy en Beaver Dam, Wisconsin.

## Carrera
Aunque solo había incursionado en el deporte en su etapa de estudiante, Bollettieri era el director de tenis del Dorado Beach Hotel en Puerto Rico a fines de la década de 1960, cuando era una parte de unos hoteles Rockefeller. Su principal asistente de entrenador allí fue Julio Moros, quien siguió a Bollettieri cuando montó su academia en la Florida.
Al mudarse a Longboat Key, Florida, en 1977, Bollettieri se desempeñó como instructor en Colony Beach and Tennis Resort. En 1978, Bollettieri abrió la academia Nick Bollettieri Tennis Academy (actualmente llamada IMG Academy) cerca de Bradenton, Florida, en 40 acres (162 000 m²) en el condado no incorporado de Manatee en la costa oeste de Florida, a unas cincuenta millas al sur de Tampa. NBTA fue el primer internado importante de tenis y cambió la forma en que se enseñaba el tenis en el nivel junior de élite.
Al ver una plantilla para otros deportes, International Management Group (IMG) compró la academia de Bollettieri en 1987, pero Bollettieri continuó administrando y desempeñando un papel fundamental en el desarrollo de la academia de tenis y los programas auxiliares. En sus últimos años, Bollettieri entrenó a jugadores de primer nivel en la academia y pasó la mayor parte de su tiempo en Bradenton, Florida.

## Vida personal
Bollettieri se casó con Cindi Eaton el 22 de abril de 2004. Tiene 7 hijos de 3 matrimonios anteriores. Ese mismo año, Nick y Cindi fundaron el campamento de fitness sin fines de lucro, Camp Kaizen.

## Fallecimiento
Bollettieri murió en su casa en Bradenton, Florida, el 4 de diciembre de 2022, a la edad de 91 años.

## Premios y condecoraciones
El 18 de mayo del 2008, Bollettieri fue honrado en el New York College of Health Professions con un doctorado honorario en Humanidades por su contribución al mundo del deporte, el fitness y el bienestar. Bollettieri también fue orador de graduación en la ceremonia de graduación de la universidad.
En 2014 fue incluido en el Salón de la Fama del Tenis Internacional. Al año siguiente, Bollettieri se convirtió en el primer hombre blanco en ser incluido en el Salón de la Fama del Tenis Negro.